# Nordstadt (Euskirchen)
Als Nordstadt gilt in Euskirchen der Stadtteil, der sich zwischen dem Hauptfriedhof im Westen, Jülicher Ring und Keltenring im Süden, der Theodor-Nießen-Straße im Norden und der Erftstraße im Osten erstreckt. Eingegliedert in die Nordstadt befindet sich um die Unitasstraße der Stadtteil Europadorf, ehemals als Siedlungsgebiet angelegt. Seit Sommer 2016 wird das Wohngebiet nördlich der Unitasstraße durch das Neubaugebiet „Gertrudisgärten“ erweitert. 
Das rund 20 ha große Wohngebiet am nördlichen Stadtrand Euskirchens ist im Osten durch Reihenhausbebauung mit Gärten geprägt, während im Westen vorwiegend mehrstöckige Mietshäuser zu finden sind. In Nord-Süd-Richtung verläuft die Hauptverkehrsachse Kessenicher Straße durch die Nordstadt.
In der Nordstadt befindet sich das Kreishaus der Stadt sowie das Deutsche Rotkreuz-Zentrum Euskirchen/Eifel. Des Weiteren grenzt der Stadtteil im Nordosten an die Freizeitanlagen Erftauen. An Vereinen ist neben der Karnevalistischen IG Nordstadt vor allem der KSB (Kreissportbund) Euskirchen zu nennen, der im Kreishaus ansässig ist.
Die Verkehrsanbindung des Bezirks erfolgt durch die Buslinien 860, 869 und 872 der SVE im Euskirchener Nahverkehr.